# 정샹구

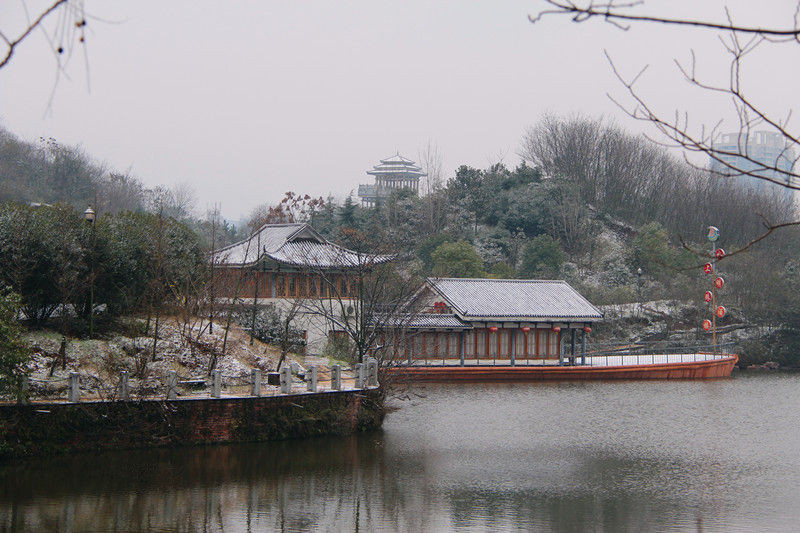

정샹구(한국어: 증상구, 중국어: 蒸湘区, 병음: Zhēngxiāng Qū)는 중화인민공화국 후난성 헝양 시의 현급 행정구역이다. 넓이는 111km2이고, 인구는 2007년 기준으로 220,000명이다.

## 행정 구역
4개 가도, 1개 진, 2개 향을 관할한다.
- 가도: 蒸湘街道, 红湘街道, 华兴街道, 联合街道.
- 진: 呆鹰岭镇.
- 향: 长湖乡, 雨母山乡.